# یوکوش‌لو (یوسف‌علی)
یوکوش‌لو (به ترکی استانبولی: Yokuşlu، به ارمنی: Նիխախ) یک منطقهٔ مسکونی در ترکیه است که در یوسف‌علی واقع شده‌است. یوکوش‌لو ۱۳۲ نفر جمعیت دارد.